# Juncus phaeocephalus
Juncus phaeocephalus är en tågväxtart som beskrevs av Georg George Engelmann. Juncus phaeocephalus ingår i släktet tåg, och familjen tågväxter. Inga underarter finns listade i Catalogue of Life.